# Japan Open 2005
Die Japan Open 2005 im Badminton fanden vom 5. bis zum 10. April 2005 statt. Veranstaltungsort war die Kokuritsu Yoyogi Kyōgijō in Shibuya, Tokio. Das Preisgeld betrug 180.000 US-Dollar.

## Sieger und Platzierte
| Disziplin    | Gold                                    | Silber                         | Bronze                      |
| ------------ | --------------------------------------- | ------------------------------ | --------------------------- |
| Herreneinzel | Lin Dan                                 | Chen Hong                      | Taufik Hidayat              |
| Herreneinzel | Lin Dan                                 | Chen Hong                      | Kenneth Jonassen            |
| Dameneinzel  | Zhang Ning                              | Xie Xingfang                   | Pi Hongyan                  |
| Dameneinzel  | Zhang Ning                              | Xie Xingfang                   | Wang Chen                   |
| Herrendoppel | Jens Eriksen Martin Lundgaard Hansen    | Sigit Budiarto Candra Wijaya   | Cai Yun Fu Haifeng          |
| Herrendoppel | Jens Eriksen Martin Lundgaard Hansen    | Sigit Budiarto Candra Wijaya   | Lars Paaske Jonas Rasmussen |
| Damendoppel  | Yang Wei Zhang Jiewen                   | Wei Yili Zhao Tingting         | Kumiko Ogura Reiko Shiota   |
| Damendoppel  | Yang Wei Zhang Jiewen                   | Wei Yili Zhao Tingting         | Gao Ling Huang Sui          |
| Mixed        | Sudket Prapakamol Saralee Thungthongkam | Jens Eriksen Mette Schjoldager | Xie Zhongbo Zhang Yawen     |
| Mixed        | Sudket Prapakamol Saralee Thungthongkam | Jens Eriksen Mette Schjoldager | Chen Qiqiu Zhao Tingting    |

## Finalresultate
| Disziplin    | Sieger                                  | Finalist                       | Ergebnis           |
| ------------ | --------------------------------------- | ------------------------------ | ------------------ |
| Herreneinzel | Lin Dan                                 | Chen Hong                      | 15:4, 2:0, Aufgabe |
| Dameneinzel  | Zhang Ning                              | Xie Xingfang                   | 11:7, 11:8         |
| Herrendoppel | Jens Eriksen Martin Lundgaard Hansen    | Sigit Budiarto Candra Wijaya   | 15:10, 15:3        |
| Damendoppel  | Yang Wei Zhang Jiewen                   | Wei Yili Zhao Tingting         | 15:12, 15:2        |
| Mixed        | Sudket Prapakamol Saralee Thungthongkam | Jens Eriksen Mette Schjoldager | 15:13, 14:17, 15:7 |

## Ergebnisse

### Herreneinzel Qualifikation
- Shinya Ohtsuka –  Hwang Jung-woon: 15-12 / 15-12
- Yousuke Nakanishi –  Chen Chih-hao: 15-7 / 15-12
- Keishi Kawaguchi –  Enkhbat Olonbayar: 15-2 / 15-2
- Mao Fujita –  Khrishnan Yogendran: 15-5 / 15-13
- Yoshio Horikawa –  Pei Wei Chung: 15-6 / 15-12
- Salim Sameon –  Shinji Shinkai: 17-16 / 10-15 / 15-7
- Tomoya Inoue –  Fran Kurniawan: 15-9 / 15-8
- Gong Weijie –  Kennevic Asuncion: 15-4 / 15-8
- Jun Takemura –  Eric Go: 15-2 / 11-15 / 15-4
- Niu Jiaping –  Shuhei Hayasaki: 15-4 / 11-15 / 15-7
- Yousuke Nakanishi –  Shinya Ohtsuka: 9-15 / 15-9 / 15-9
- Keishi Kawaguchi –  Mao Fujita: 15-10 / 15-13
- Yohan Hadikusumo Wiratama –  Yoshio Horikawa: 15-8 / 10-15 / 15-7
- Hiroshi Shimizu –  Salim Sameon: 15-10 / 15-8
- Yusuke Shinkai –  Tomoya Inoue: 15-13 / 17-14
- Gong Weijie –  Hiroyuki Endo: 15-7 / 15-8
- Lee Cheol-ho –  Jun Takemura: 15-9 / 17-14
- Niu Jiaping –  Koichi Saeki: 10-15 / 15-7 / 15-6

### Herreneinzel
- Lee Tsuen Seng –  Shoji Sato: 9-15 / 15-10 / 17-15
- Jim Ronny Andersen –  Niu Jiaping: 15-13 / 15-1
- Ng Wei –  Andrew Smith: 15-12 / 8-15 / 15-6
- Toru Matsumoto –  Raju Rai: 13-15 / 15-5 / 15-6
- Muhammad Hafiz Hashim –  Keishi Kawaguchi: 15-5 / 15-4
- Anders Boesen –  Yousuke Nakanishi: 15-11 / 15-2
- Björn Joppien –  Stuart Brehaut: 15-4 / 15-2
- Sho Sasaki –  Eric Pang: 15-11 / 15-7
- Chen Yu  –  Lee Yen Hui Kendrick: 15-10 / 15-8
- Boonsak Ponsana –  Chen Jin: 13-15 / 15-8 / 15-13
- Roslin Hashim –  Hiroshi Shimizu: 15-10 / 15-3
- Agus Hariyanto –  Dicky Palyama: 15-8 / 15-10
- Kuan Beng Hong –  Yusuke Shinkai: 15-2 / 15-1
- Niels Christian Kaldau –  Geoffrey Bellingham: 8-15 / 15-7 / 15-1
- Lee Cheol-ho –  Marc Zwiebler: 17-16 / 15-4
- Xia Xuanze –  Hidetaka Yamada: 15-4 / 15-9
- Lin Dan –  Aamir Ghaffar: 15-6 / 15-9
- Lee Tsuen Seng –  Jim Ronny Andersen: 15-3 / 15-4
- Bao Chunlai –  Gong Weijie: 15-9 / 15-12
- Ng Wei –  Toru Matsumoto: 15-6 / 15-6
- Kenneth Jonassen –  Yeoh Kay Bin: 15-11 / 15-13
- Muhammad Hafiz Hashim –  Anders Boesen: 15-7 / 13-15 / 15-6
- Lee Chong Wei –  Ronald Susilo: 15-5 / 17-16
- Björn Joppien –  Sho Sasaki: 15-13 / 15-10
- Chen Yu  –  Boonsak Ponsana: 17-16 / 15-6
- Wong Choong Hann –  Yohan Hadikusumo Wiratama: 15-12 / 15-11
- Roslin Hashim –  Agus Hariyanto: 15-7 / 15-4
- Chen Hong –  Nicholas Kidd: 15-8 / 15-8
- Kuan Beng Hong –  Niels Christian Kaldau: 12-15 / 15-4 / 15-14
- Taufik Hidayat –  Sairul Amar Ayob: 15. Nov
- Lee Cheol-ho –  Xia Xuanze: 15-2 / 15-12
- Peter Gade –  Yuichi Ikeda: 15-1 / 15-5
- Lin Dan –  Lee Tsuen Seng: 15-2 / 15-7
- Bao Chunlai –  Ng Wei: 15-12 / 15-10
- Kenneth Jonassen –  Muhammad Hafiz Hashim: 17-14 / 8-8
- Lee Chong Wei –  Björn Joppien: 15-9 / 15-0
- Chen Yu  –  Wong Choong Hann: 15-7 / 15-12
- Chen Hong –  Roslin Hashim: 15-9 / 17-14
- Taufik Hidayat –  Kuan Beng Hong: 15-9 / 15-11
- Peter Gade –  Lee Cheol-ho: 15-6 / 15-8
- Lin Dan –  Bao Chunlai: 11-15 / 15-6 / 15-4
- Kenneth Jonassen –  Lee Chong Wei: 15-10 / 15-7
- Chen Hong –  Chen Yu: 17-14 / 15-4
- Taufik Hidayat –  Peter Gade: 15-13 / 12-15 / 15-12
- Lin Dan –  Kenneth Jonassen: 17-14 / 15-10
- Chen Hong –  Taufik Hidayat: 15-9 / 15-5
- Lin Dan –  Chen Hong: 15-4 / 2-0

### Dameneinzel Qualifikation
- Adriyanti Firdasari –  Nozomi Kametani: 11-4 / 6-11 / 11-2
- Jiang Yanjiao –  Chiu Yi Ju: 11-1 / 11-5
- Lu Lan –  Yoshimi Hataya: 11-8 / 7-11 / 11-9
- Megumi Taruno –  Tania Luiz: 11-1 / 11-2
- Kyoko Komuro –  Kellie Lucas: 11-8 / 11-2
- Chie Umezu –  Jennifer Coleman: 11-1 / 11-2
- Mihoko Matsuo –  Huang Chia-hsin: 5-11 / 11-9 / 11-6
- Wong Mew Choo –  Ai Hirayama: 11-8 / 11-7
- Yu Hirayama –  Chang Hsin-yun: 11-4 / 11-0
- Ai Goto –  Fransisca Ratnasari: 13-10 / 11-5
- Lee Yun-hwa –  Mizuki Fujii: 11-8 / 13-10
- Mai Goto –  Chang Ya-lan: 11-3 / 3-11 / 11-1
- Jiang Yanjiao –  Adriyanti Firdasari: 11-7 / 11-3
- Lu Lan –  Megumi Taruno: 11-6 / 11-1
- Chie Umezu –  Kyoko Komuro: 11-7 / 11-2
- Mihoko Matsuo –  Tomoko Koyanagi: 11-6 / 11-4
- Wong Mew Choo –  Yu Hirayama: 11-3 / 11-2
- Ai Goto –  Mizuho Muramatsu: 11-1 / 4-11 / 13-12
- Zhu Lin –  Lee Yun-hwa: 11-0 / 11-3
- Kaori Imabeppu –  Mai Goto: 11-7 / 4-11 / 11-9

### Dameneinzel
- Zhang Ning –  Tatiana Vattier: 11-5 / 11-1
- Wong Mew Choo –  Juliane Schenk: 11-9 / 11-3
- Lu Lan –  Mia Audina: 11-9 / 7-11 / 13-11
- Xing Aiying –  Eva Lee: 11-6 / 11-1
- Wang Chen –  Ai Goto: 11-8 / 9-11 / 11-0
- Elizabeth Cann –  Mihoko Matsuo: 11-8 / 11-7
- Kanako Yonekura –  Zhou Mi: 11-7 / 11-9
- Tine Baun –  Seo Yoon-hee: 11-6 / 11-6
- Zhu Lin –  Miyo Akao: 11-9 / 11-4
- Xu Huaiwen –  Li Li: 11-0 / 1-11 / 11-2
- Eriko Hirose –  Chie Umezu: 11-5 / 13-10
- Pi Hongyan –  Kaori Imabeppu: 11-4 / 11-0
- Jiang Yanjiao –  Salakjit Ponsana: 11-2 / 8-11 / 11-4
- Yao Jie –  Nicole Grether: 11-3 / 11-0
- Tracey Hallam –  Kaori Mori: 11-9 / 11-1
- Xie Xingfang –  Cheng Shao-chieh: 11-3 / 6-11 / 11-8
- Zhang Ning –  Wong Mew Choo: 11-8 / 13-11
- Lu Lan –  Xing Aiying: 11-4 / 11-0
- Wang Chen –  Elizabeth Cann: 11-1 / 11-1
- Kanako Yonekura –  Tine Baun: 11-4 / 11-8
- Zhu Lin –  Xu Huaiwen: 11-5 / 13-11
- Pi Hongyan –  Eriko Hirose: 11-5 / 1-11 / 11-4
- Jiang Yanjiao –  Yao Jie: 11-4 / 11-3
- Xie Xingfang –  Tracey Hallam: 11-0 / 13-12
- Zhang Ning –  Lu Lan: 11-6 / 11-0
- Wang Chen –  Kanako Yonekura: 6-11 / 13-11 / 11-9
- Pi Hongyan –  Zhu Lin: 11-4 / 6-11 / 11-7
- Xie Xingfang –  Jiang Yanjiao: 11-5 / 11-2
- Zhang Ning –  Wang Chen: 11-6 / 6-11 / 13-11
- Xie Xingfang –  Pi Hongyan: 11-7 / 11-5
- Zhang Ning –  Xie Xingfang: 11-7 / 11-8

### Herrendoppel Qualifikation
- Masahiko Kinoshita /  Masayuki Sakai –  Geoffrey Bellingham /  Craig Cooper: 12-15 / 15-6 / 15-7
- Keishi Kawaguchi /  Toru Matsumoto –  John Gordon /  Daniel Shirley: 5-15 / 15-10 / 15-13
- Davis Efraim /  Karel Mainaky –  Masahiko Kinoshita /  Masayuki Sakai: 15-11 / 15-8
- Fran Kurniawan /  Reony Mainaky –  Shintaro Ikeda /  Shuichi Sakamoto: 15-8 / 15-12
- Lin Wei-hsiang /  Lin Yu-lang –  Kenichi Hayakawa /  Shuhei Hayasaki: 15-17 / 15-4 / 15-12
- Zakry Abdul Latif /  Gan Teik Chai –  Mao Fujita /  Shinji Shinkai: 15-11 / 15-12
- Noriyasu Hirata /  Hajime Komiyama –  Boyd Cooper /  Travis Denney: 15-9 / 6-15 / 15-10
- Han Sang-hoon /  Hwang Ji-man –  Naoki Kawamae /  Yusuke Shinkai: 15-8 / 15-1
- Rasmus Andersen /  Michael Lamp –  Nunung Subandoro /  Hermono Yuwono: 15-7 / 15-13

### Herrendoppel
- Jens Eriksen /  Martin Lundgaard Hansen –  Noriyasu Hirata /  Hajime Komiyama: 15-7 / 15-3
- Guo Zhendong /  Xie Zhongbo –  Rasmus Andersen /  Michael Lamp: 15-6 / 15-12
- Howard Bach /  Tony Gunawan –  Chien Yu-hsun /  Huang Shih-chung: 15-8 / 15-10
- Mathias Boe /  Carsten Mogensen –  Chan Chong Ming /  Koo Kien Keat: 15-13 / 15-9
- Cai Yun /  Fu Haifeng –  Ong Soon Hock /  Tan Bin Shen: 15-6 / 13-15 / 15-5
- Anthony Clark /  Anggun Nugroho –  Lin Wei-hsiang /  Lin Yu-lang: 15-7 / 15-8
- Eng Hian /  Flandy Limpele –  Sho Sasaki /  Shoji Sato: 15-10 / 15-11
- Markis Kido /  Hendra Setiawan –  Keishi Kawaguchi /  Toru Matsumoto: 15-5 / 15-13
- Robert Blair /  Nathan Robertson –  Davis Efraim /  Karel Mainaky: 7-15 / 15-9 / 15-11
- Sang Yang /  Zheng Bo –  Thomas Laybourn /  Peter Steffensen: 15-10 / 15-10
- Lin Woon Fui /  Fairuzizuan Tazari –  Zakry Abdul Latif /  Gan Teik Chai: 15-6 / 17-14
- Lars Paaske /  Jonas Rasmussen –  Keita Masuda /  Tadashi Ohtsuka: 11-15 / 15-11 / 15-12
- Jung Jae-sung /  Lee Jae-jin –  Han Sang-hoon /  Hwang Ji-man: 15-3 / 15-11
- Sigit Budiarto /  Candra Wijaya –  Fran Kurniawan /  Reony Mainaky: 15-4 / 15-5
- Liu Kwok Wa /  Albertus Susanto Njoto –  Chew Choon Eng /  Choong Tan Fook: 15-5 / 3-15 / 15-12
- Alvent Yulianto /  Luluk Hadiyanto –  Patapol Ngernsrisuk /  Sudket Prapakamol: 15-5 / 11-15 / 15-9
- Jens Eriksen /  Martin Lundgaard Hansen –  Guo Zhendong /  Xie Zhongbo: 15-6 / 15-10
- Howard Bach /  Tony Gunawan –  Mathias Boe /  Carsten Mogensen: 15-6 / 15-13
- Cai Yun /  Fu Haifeng –  Anthony Clark /  Anggun Nugroho: 15-9 / 15-7
- Markis Kido /  Hendra Setiawan –  Eng Hian /  Flandy Limpele: 11-15 / 15-10 / 17-16
- Lars Paaske /  Jonas Rasmussen –  Lin Woon Fui /  Fairuzizuan Tazari: 15-8 / 15-8
- Sigit Budiarto /  Candra Wijaya –  Jung Jae-sung /  Lee Jae-jin: 15-11 / 13-15 / 15-7
- Alvent Yulianto /  Luluk Hadiyanto –  Liu Kwok Wa /  Albertus Susanto Njoto: 15-8 / 15-3
- Sang Yang /  Zheng Bo –  Robert Blair /  Nathan Robertson: w.o.
- Jens Eriksen /  Martin Lundgaard Hansen –  Howard Bach /  Tony Gunawan: 15-11 / 11-15 / 15-9
- Cai Yun /  Fu Haifeng –  Markis Kido /  Hendra Setiawan: 15-9 / 15-10
- Lars Paaske /  Jonas Rasmussen –  Sang Yang /  Zheng Bo: 15-4 / 15-13
- Sigit Budiarto /  Candra Wijaya –  Alvent Yulianto /  Luluk Hadiyanto: 8-15 / 15-8 / 17-15
- Jens Eriksen /  Martin Lundgaard Hansen –  Cai Yun /  Fu Haifeng: 15-11 / 11-15 / 15-9
- Sigit Budiarto /  Candra Wijaya –  Lars Paaske /  Jonas Rasmussen: 17-15 / 12-15 / 15-6
- Jens Eriksen /  Martin Lundgaard Hansen –  Sigit Budiarto /  Candra Wijaya: 15-10 / 15-3

### Damendoppel Qualifikation
- Mikako Naganawa /  Naoko Ogawa –  Chang Hsin-yun /  Chang Ya-lan: 15-1 / 15-2
- Tracey Hallam /  Natalie Munt –  Aki Kudo /  Aiko Shirayama: 15-9 / 15-4
- Chou Chia-chi /  Ku Pei-ting –  Sujitra Ekmongkolpaisarn /  Salakjit Ponsana: 15-11 / 15-12
- Mami Naito /  Hiroko Shimizu –  Izumi Honda /  Chihiro Miura: 13-15 / 15-12 / 15-7
- Yasuyo Imabeppu /  Kanako Yonekura –  Ha Jung-eun /  Park Soo Hee: 15-8 / 15-1
- Chie Umezu /  Yuki Watahiki –  Eva Lee /  Mesinee Mangkalakiri: 15-0 / 15-1
- Eriko Motegi /  Maiko Ichimiya –  Ang Li Peng /  Lim Pek Siah: 15-9 / 15-13
- Jiang Yanjiao /  Lu Lan –  Sara Runesten-Petersen /  Lianne Shirley: 15-13 / 15-4

### Damendoppel
- Yang Wei /  Zhang Jiewen –  Kellie Lucas /  Kate Wilson-Smith: 15-5 / 15-5
- Aki Akao /  Tomomi Matsuda –  Fong Chew Yen /  Phui Leng See: 15-12 / 15-2
- Rikke Olsen /  Mette Schjoldager –  Jiang Yanjiao /  Lu Lan: 15-8 / 15-5
- Duanganong Aroonkesorn /  Kunchala Voravichitchaikul –  Mikako Naganawa /  Naoko Ogawa: 15-12 / 15-8
- Gao Ling /  Huang Sui –  Gail Emms /  Donna Kellogg: 15-2 / 15-13
- Zhang Dan /  Zhang Yawen –  Yasuyo Imabeppu /  Kanako Yonekura: 15-5 / 15-3
- Lee Hyo-jung /  Lee Kyung-won –  Miyuki Tai /  Noriko Okuma: 15-8 / 15-4
- Rani Mundiasti /  Lita Nurlita –  Eriko Motegi /  Maiko Ichimiya: 15-5 / 15-4
- Tracey Hallam /  Natalie Munt –  Nicole Grether /  Juliane Schenk: 11-15 / 17-15 / 15-12
- Kumiko Ogura /  Reiko Shiota –  Chin Eei Hui /  Wong Pei Tty: 15-4 / 15-11
- Miyuki Maeda /  Satoko Suetsuna –  Pernille Harder /  Helle Nielsen: 15-3 / 15-9
- Sathinee Chankrachangwong /  Saralee Thungthongkam –  Chie Umezu /  Yuki Watahiki: 15-3 / 15-5
- Hwang Yu-mi /  Jun Woul-sik –  Jiang Yanmei /  Li Yujia: 4-15 / 15-13 / 15-10
- Louisa Koon Wai Chee /  Li Wing Mui –  Ella Tripp /  Joanne Nicholas: 08. Sep
- Jo Novita /  Greysia Polii –  Chou Chia-chi /  Ku Pei-ting: 15-10 / 15-10
- Wei Yili /  Zhao Tingting –  Mami Naito /  Hiroko Shimizu: 15-3 / 15-1
- Yang Wei /  Zhang Jiewen –  Aki Akao /  Tomomi Matsuda: 15-2 / 15-9
- Rikke Olsen /  Mette Schjoldager –  Duanganong Aroonkesorn /  Kunchala Voravichitchaikul: 15-4 / 15-2
- Gao Ling /  Huang Sui –  Zhang Dan /  Zhang Yawen: 15-6 / 15-6
- Lee Hyo-jung /  Lee Kyung-won –  Rani Mundiasti /  Lita Nurlita: 15-3 / 15-8
- Kumiko Ogura /  Reiko Shiota –  Tracey Hallam /  Natalie Munt: 15-13 / 13-15 / 15-8
- Miyuki Maeda /  Satoko Suetsuna –  Sathinee Chankrachangwong /  Saralee Thungthongkam: 3-15 / 17-16 / 15-10
- Hwang Yu-mi /  Jun Woul-sik –  Louisa Koon Wai Chee /  Li Wing Mui: 13-15 / 15-8 / 15-9
- Wei Yili /  Zhao Tingting –  Jo Novita /  Greysia Polii: 15-3 / 17-16
- Yang Wei /  Zhang Jiewen –  Rikke Olsen /  Mette Schjoldager: 15-9 / 15-2
- Gao Ling /  Huang Sui –  Lee Hyo-jung /  Lee Kyung-won: 15-13 / 15-12
- Kumiko Ogura /  Reiko Shiota –  Miyuki Maeda /  Satoko Suetsuna: 15-12 / 15-5
- Wei Yili /  Zhao Tingting –  Hwang Yu-mi /  Jun Woul-sik: 15-7 / 15-6
- Yang Wei /  Zhang Jiewen –  Gao Ling /  Huang Sui: 15-1 / 15-8
- Wei Yili /  Zhao Tingting –  Kumiko Ogura /  Reiko Shiota: 15-7 / 15-13
- Yang Wei /  Zhang Jiewen –  Wei Yili /  Zhao Tingting: 15-12 / 15-2

### Mixed Qualifikation
- Keita Masuda /  Miyuki Maeda –  Chen Chih-hao /  Ku Pei-ting: 15-6 / 15-1
- Shintaro Ikeda /  Satoko Suetsuna –  Han Sang-hoon /  Jun Woul-sik: 8-15 / 17-15 / 17-14
- Megumi Hikichi /  Daisuke Yamashita –  Lin Wei-hsiang /  Chou Chia-chi: 10-15 / 15-8 / 15-10
- Chien Yu-hsun /  Cheng Shao-chieh –  Tsuyoshi Fukui /  Noriko Okuma: 15-10 / 11-15 / 15-5
- Noriyasu Hirata /  Mami Naito –  Boyd Cooper /  Kellie Lucas: 15-4 / 15-13
- Keita Masuda /  Miyuki Maeda –  Stuart Brehaut /  Tania Luiz: 15-7 / 15-7
- Shintaro Ikeda /  Satoko Suetsuna –  Shinji Ohta /  Aki Akao: 15-7 / 15-7
- Megumi Hikichi /  Daisuke Yamashita –  Jung Jae-sung /  Lee Kyung-won: 15-8 / 15-10
- Chien Yu-hsun /  Cheng Shao-chieh –  Naoki Kawamae /  Yasuyo Imabeppu: 9-15 / 17-15 / 15-9
- Norio Imai /  Masami Yamazaki –  Noriyasu Hirata /  Mami Naito: 14-17 / 15-5 / 15-11
- Zheng Bo /  Huang Sui –  Tadashi Ohtsuka /  Tomomi Matsuda: 15-10 / 15-3
- Gan Teik Chai /  Fong Chew Yen –  Lin Yu-lang /  Chang Ya-lan: 15-11 / 15-7

### Mixed
- Zheng Bo /  Huang Sui –  Nathan Robertson /  Gail Emms: 2-0
- Xie Zhongbo /  Zhang Yawen –  Albertus Susanto Njoto /  Wang Chen: 15-6 / 15-5
- Zhang Jun /  Gao Ling –  Daniel Shirley /  Sara Runesten-Petersen: 15-6 / 15-2
- Anthony Clark /  Donna Kellogg –  Kennevic Asuncion /  Kennie Asuncion: 15-4 / 15-0
- Sudket Prapakamol /  Saralee Thungthongkam –  Norio Imai /  Masami Yamazaki: 15-5 / 15-8
- Koo Kien Keat /  Wong Pei Tty –  Anggun Nugroho /  Tetty Yunita: 15-11 / 8-15 / 15-11
- Carsten Mogensen /  Rikke Olsen –  Keita Masuda /  Miyuki Maeda: 16-17 / 15-7 / 15-6
- Thomas Laybourn /  Kamilla Rytter Juhl –  Ha Tae-kwon /  Ha Jung-eun: 9-15 / 15-10 / 15-9
- Nova Widianto /  Liliyana Natsir –  Gan Teik Chai /  Fong Chew Yen: 15-1 / 15-1
- Travis Denney /  Kate Wilson-Smith –  Megumi Hikichi /  Daisuke Yamashita: 15-5 / 15-13
- Chen Qiqiu /  Zhao Tingting –  Craig Cooper /  Lianne Shirley: 15-5 / 15-1
- Michael Lamp /  Pernille Harder –  Chien Yu-hsun /  Cheng Shao-chieh: 15-7 / 11-15 / 15-8
- Hendri Kurniawan Saputra /  Li Yujia –  Robert Blair /  Natalie Munt: 17-15 / 13-15 / 15-5
- Lee Jae-jin /  Lee Hyo-jung –  Liu Kwok Wa /  Louisa Koon Wai Chee: 15-2 / 15-6
- Jens Eriksen /  Mette Schjoldager –  Shintaro Ikeda /  Satoko Suetsuna: 15-3 / 15-6
- Hwang Ji-man /  Hwang Yu-mi –  Mathias Boe /  Helle Nielsen: w.o.
- Xie Zhongbo /  Zhang Yawen –  Zheng Bo /  Huang Sui: 15-5 / 15-8
- Zhang Jun /  Gao Ling –  Anthony Clark /  Donna Kellogg: 13-15 / 15-2 / 15-7
- Sudket Prapakamol /  Saralee Thungthongkam –  Koo Kien Keat /  Wong Pei Tty: 3-15 / 15-5 / 15-3
- Carsten Mogensen /  Rikke Olsen –  Thomas Laybourn /  Kamilla Rytter Juhl: 15-9 / 15-8
- Nova Widianto /  Liliyana Natsir –  Hwang Ji-man /  Hwang Yu-mi: 14-17 / 15-6 / 15-10
- Chen Qiqiu /  Zhao Tingting –  Travis Denney /  Kate Wilson-Smith: 13-15 / 15-4 / 15-8
- Michael Lamp /  Pernille Harder –  Hendri Kurniawan Saputra /  Li Yujia: 15-9 / 2-15 / 15-12
- Jens Eriksen /  Mette Schjoldager –  Lee Jae-jin /  Lee Hyo-jung: 15-10 / 15-12
- Xie Zhongbo /  Zhang Yawen –  Zhang Jun /  Gao Ling: 15-5 / 15-12
- Sudket Prapakamol /  Saralee Thungthongkam –  Carsten Mogensen /  Rikke Olsen: 15-12 / 15-5
- Chen Qiqiu /  Zhao Tingting –  Nova Widianto /  Liliyana Natsir: 15-13 / 7-15 / 15-6
- Jens Eriksen /  Mette Schjoldager –  Michael Lamp /  Pernille Harder: 15-1 / 15-12
- Sudket Prapakamol /  Saralee Thungthongkam –  Xie Zhongbo /  Zhang Yawen: 15-7 / 15-4
- Jens Eriksen /  Mette Schjoldager –  Chen Qiqiu /  Zhao Tingting: 15-6 / 15-9
- Sudket Prapakamol /  Saralee Thungthongkam –  Jens Eriksen /  Mette Schjoldager: 15-13 / 14-17 / 15-7